# Mézangers

Mézangers este o comună în departamentul Mayenne, Franța. În 2009 avea o populație de 687 de locuitori.